# New Age Outlaws
The New Age Outlaws são uma dupla de luta profissional, que atualmente trabalha para a WWE.
Originalmente conhecido como o New Age Outlaws na World Wrestling Federation (WWF) e sob os nomes no ringue de "Road Dogg" Jesse James and "Bad Ass" Billy Gunn, a dupla alcançou altos níveis de sucesso e tornou-se extremamente popular no final dos anos 1990, como membros da segunda encarnação do grupo D-Generation X. A promoção descreveu James e Gunn como "a dupla mais popular da Attitude Era". No mesmo período de tempo, os New Age Outlaws tiveram a terceira maior venda de mercadorias na WWF depois de Stone Cold Steve Austin e The Rock. Após saírem da WWF, a equipe continuou atuando em várias promoções, principalmente na Total Nonstop Action Wrestling, onde, sob os nomes de BG James e Kip James, ficando conhecidos como James Gang e, em seguida, como o Kin Máfia Voodoo, o último dos quais foi uma brincadeira com as iniciais de seu ex-chefe na WWF, Vincent Kennedy McMahon.

## Na luta profissional
- Movimentos de finalização da dupla
  - Double flapjack caindo em um hangman – 1997–1998
  - Spike piledriver
- Gerentes
  - The Honky Tonk Man
  - Roxxi Laveaux
  - Triple H
  - Chyna
  - Lance Hoyt
- Temas de entrada
  - "Oh, You Didn't Know?" por Jim Johnston (WWF/E; 1997–1999, 1999–2000, 2012–presente)
  - "Break It Down" por The DX Band (WWF/WWE; Usado enquanto parte do D-Generation X) (1998–1999, 1999–2000, 2012)
  - "Nobody Moves" por Dale Oliver (TNA)[4]

## Campeonatos e prêmios
- Maryland Championship Wrestling
  - MCW Tag Team Championship (1 vez)[5]
- Pro Wrestling Illustrated
  - PWI classificou em #43 das 100 melhores duplas na PWI Years em 2003[6]
  - PWI Tag Team of the Year (1998)[7]
- Total Nonstop Action Wrestling
  - Feast or Fired (2007 – maleta pelo World Tag Team Championship) - B.G. James
- TWA Powerhouse
  - TWA Tag Team Championship (1 vez)[8]
- World Wrestling Federation/WWE
  - WWF Hardcore Championship (3 vezes) – Road Dogg (1) e Billy Gunn (2)[9]
  - WWF Intercontinental Championship (1 time) – Road Dogg[10]
  - WWE Tag Team Championship (1 vez)
  - WWF Tag Team Championship (5 vezes)[11][12][13][14][15]